# Buse à gorge blanche
Buteo albigula
Espèce
Statut de conservation UICN

 LC  : Préoccupation mineure
Statut CITES
La Buse à gorge blanche (Buteo albigula) est une espèce d'oiseaux de la famille des Accipitridae.
Cet oiseau vit le long de la cordillère des Andes (rare dans l'Altiplano).